# Форт-Грілі (Аляска)
Форт-Грілі (англ. Fort Greely) — переписна місцевість (CDP) в США, в окрузі Саутіст-Фейрбенкс штату Аляска. Населення — 309 осіб (2020).

## Географія
Форт-Грілі розташований за координатами 63°53′59″ пн. ш. 145°35′37″ зх. д. / 63.89972° пн. ш. 145.59361° зх. д. (63.899794, -145.593588).  За даними Бюро перепису населення США в 2010 році переписна місцевість мала площу 414,51 км², з яких 414,06 км² — суходіл та 0,46 км² — водойми.

## Демографія
Згідно з переписом 2010 року, у переписній місцевості мешкало 539 осіб у 236 домогосподарствах у складі 117 родин. Густота населення становила 1 особа/км².  Було 364 помешкання (1/км²).
Расовий склад населення:
| - 78,3 % — білих - 4,3 % — чорних або афроамериканців - 1,9 % — корінних американців - 1,5 % — азіатів - 0,2 % — вихідців з тихоокеанських островів - 8,0 % — осіб інших рас |

До двох чи більше рас належало 5,9 %. Частка іспаномовних становила 13,2 % від усіх жителів.
За віковим діапазоном населення розподілялося таким чином: 27,1 % — особи молодші 18 років, 68,6 % — особи у віці 18—64 років, 4,3 % — особи у віці 65 років та старші. Медіана віку мешканця становила 31,9 року. На 100 осіб жіночої статі у переписній місцевості припадало 155,5 чоловіків;  на 100 жінок у віці від 18 років та старших — 197,7 чоловіків також старших 18 років.
Цивільне працевлаштоване населення становило 97 осіб. Основні галузі зайнятості: публічна адміністрація — 38,1 %, освіта, охорона здоров'я та соціальна допомога — 22,7 %, науковці, спеціалісти, менеджери — 17,5 %.